# Mane, Haute-Garonne
Mane är en kommun i departementet Haute-Garonne i regionen Occitanien i södra Frankrike. Kommunen ligger i kantonen Salies-du-Salat som tillhör arrondissementet Saint-Gaudens. År 2022 hade Mane 961 invånare.

## Befolkningsutveckling
Antalet invånare i kommunen Mane
Referens:INSEE